# Isidore Assiene-Ambassa
Isidore Assiene-Ambassa (15 de octubre de 1972) es un árbitro de fútbol francés, dirige en la Superliga de Nueva Caledonia y, desde 2009, en la O-League. Además, fue escogido internacional por la FIFA en 2010.

## Trayectoria
Fue uno de los 9 árbitros escogidos por la OFC para dirigir en la Copa de las Naciones 2012.